# 約旦河流列表
約旦河流列表，列舉全部或部分在約旦境內的河流，並依照流域排列；支流則由河口至源頭排序。

## 死海
- 約旦河：跨國河流，中、下游為約旦與以色列、巴勒斯坦國界河。
  - 扎卡河
  - 雅莫科河：跨國河流，上游位於敍利亞境內，下游為約旦與敍利亞、以色列界河。

- 穆吉乾谷
- 阿拉伯谷